# Lithobius worogowensis
Lithobius worogowensis är en mångfotingart som beskrevs av J.R. Eason 1976. Lithobius worogowensis ingår i släktet Lithobius och familjen stenkrypare. Inga underarter finns listade i Catalogue of Life.